# Anisia
Angustia – rodzaj muchówek z rodziny rączycowatych (Tachinidae).

## Wybrane gatunki
- A. flaveola (Coquillett, 1897)[1]
- A. gilvipes (Coquillett, 1897)[1]
- A. optata (Reinhard, 1942)[1]
- A. serotina (Reinhard, 1945)[1]